# Chronique du tueur de roi
Chronique du tueur de roi (titre original : The Kingkiller Chronicle) est un cycle de fantasy américain écrit par Patrick Rothfuss. L'histoire se déroule dans un monde nommé « Les Quatre Coins de la civilisation » où Kvothe, héros d'une légende qu'il a forgée de son vivant, raconte son histoire en trois jours, chaque jour correspondant à un volume.

## Résumé
Il s’appelle Kvothe, il est aubergiste et n’est pas bien vieux. Pourtant, il a déjà toute une vie à raconter. Héros retraité qui s’est réfugié dans l’anonymat, il est la source de légendes. Ne l’appelle-t-on pas Kvothe l’Arcaniste, ou Kvothe le Tueur de roi ? Mais que connaît le monde de lui, sinon la légende, déformée, magnifiée ? Chroniqueur, un scribe traqueur de mythes, aura trois jours pour écrire sa biographie. 
Cette première journée retrace l’enfance du héros dans une troupe de comédiens itinérants, existence joyeuse rapidement bouleversée par un drame effroyable, puis son entrée à l’université, où il apprend la magie de l’Arcanum. Mais la vie des futurs héros n’est pas toujours brodée de fil d’or. Car celui-là est humain, et pauvre de surcroît. Le Nom du vent est l’histoire d’un homme plus que d’une légende, à travers des aventures tumultueuses

## Publication
Le Nom du vent (titre original : The Name of the Wind) est le premier tome de la trilogie. Il a été publié en avril 2007 aux États-Unis, puis en avril 2009 en France aux éditions Bragelonne.
Le 1er mars 2011, la suite du Nom du vent, nommée La Peur du sage (titre original : The Wise Man's Fear) est sortie aux États-Unis puis a été publiée en France par les éditions Bragelonne en deux volumes en août 2012 et en octobre 2012. Bragelonne a invoqué plusieurs raisons expliquant cette division, notamment l'inflation de texte provoquée par le passage de l'anglais au français.

### Éditions
- Première journée : Le Nom du vent, Bragelonne, 2009 ((en) The Name of the Wind, 2007)
- Deuxième journée : La Peur du sage, Bragelonne, 2012 ((en) The Wise Man's Fear, 2011)
- Troisième journée : (en) The Doors of Stone[3]
- Autres livres de l'univers : La Musique du silence